# ناحیه الکساندر، شهرستان اتن، اوهایو
شهرستان الکساندر، بخش اتن، وهیو (به انگلیسی: Alexander Township, Athens County, Ohio) یک منطقهٔ مسکونی در ایالات متحده آمریکا است که در اوهایو واقع شده‌است.

## خصوصیات
شهرستان الکساندر ۹۶٫۸ کیلومترمربع مساحت و ۲٬۸۱۱ نفر جمعیت دارد و ۲۵۳ متر بالاتر از سطح دریا واقع شده‌است.